# 丁荣昌
丁荣昌（1912年—1996年），江西省于都县人，中国人民解放军少将。

## 生平
1931年，丁荣昌加入中国工农红军，任江西军区卫生部管理科科等职位。后担任红三十二军第94师政治部组织科科长、282团政治委员，参加长征。抗日战争期间，担任八路军留守兵团政治部巡视团主任、锄奸部部长。第二次国共内战期间，担任中原军区第二军分区政治部主任、河南军区洛阳军分区副政委，第二野战军14军41师政治委。中华人民共和国成立后，担任昆明市公安局局长、云南省公安总队总队长，昆明军区公安军司令员、云南省军区副司令员，昆明军区副参谋长。